# شیوه قاشقی

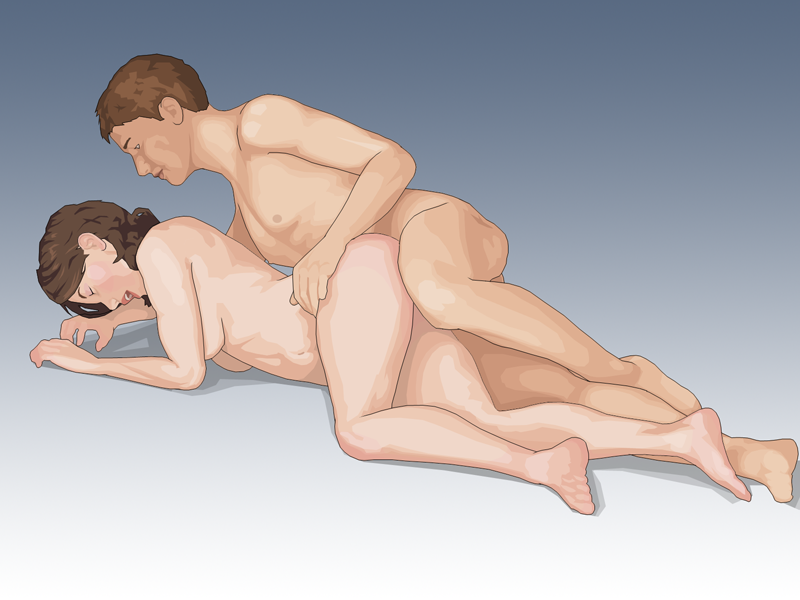
شیوهٔ قاشقی

شیوهٔ قاشقی (انگلیسی: Spoons sex position)، شیوهٔ از پهلو یا شیوهٔ ۹۹ یکی از روش‌های آمیزش جنسی و هم‌آغوشی است که در آن موقعیت دو شریک جنسی همچون دو قاشقِ درهم‌قرارگرفته است. این شیوه یکی از چهار روش پایه‌ای آمیزش جنسی است و همانند شیوهٔ سگی، یکی از حالاتی است که مرد از پشت شریک جنسی‌اش دخول انجام می‌دهد.